# Campionati mondiali di sollevamento pesi 2024 - 109 kg maschile
Le gare di sollevamento pesi della categoria fino a 109 kg maschile — pesi massimi — dei campionati mondiali del 2024 si sono svolte dal 13 al 14 dicembre 2024 a Manama presso il Weightlifting Marquee Venue.

## Programma
L'orario indicato corrisponde a quello bahreinita (UTC+03:00)
| Data             | Orario | Evento   |
| ---------------- | ------ | -------- |
| 13 dicembre 2024 | 10:00  | Gruppo C |
| 14 dicembre 2024 | 13:00  | Gruppo B |
| 14 dicembre 2024 | 17:30  | Gruppo A |

## Medagliati
Per ciascun esercizio, i primi tre classificati sono i seguenti:
| Esercizio | Oro                    | Oro    | Argento          | Argento | Bronzo           | Bronzo |
| --------- | ---------------------- | ------ | ---------------- | ------- | ---------------- | ------ |
| Strappo   | Sharofiddin Amriddinov | 184 kg | Garik Karapetyan | 183 kg  | Mehdi Karami     | 183 kg |
| Slancio   | Ruslan Nurudinov       | 242 kg | Dadaş Dadaşbəyli | 221 kg  | Salwan Al-Aifuri | 220 kg |
| Totale    | Ruslan Nurudinov       | 424 kg | Dadaş Dadaşbəyli | 404 kg  | Mehdi Karami     | 400 kg |

## Record
Prima di questa competizione, i record mondiali esistenti erano i seguenti:
| Record mondiale | Strappo | Yang Zhe          | 200 kg | Tashkent, Uzbekistan  | 24 aprile 2021  |
| Record mondiale | Slancio | Ruslan Nurudinov  | 241 kg | Tashkent, Uzbekistan  | 24 aprile 2021  |
| Record mondiale | Totale  | Simon Martirosyan | 435 kg | Aşgabat, Turkmenistan | 9 novembre 2018 |

## Risultati
| Pos. | Atleta                       | Gr. | Peso atleta | Strappo (kg) | Strappo (kg) | Strappo (kg) | Strappo (kg) | Slancio (kg) | Slancio (kg) | Slancio (kg) | Slancio (kg) | Totale   |
| Pos. | Atleta                       | Gr. | Peso atleta | 1            | 2            | 3            | Pos.         | 1            | 2            | 3            | Pos.         | Totale   |
| ---- | ---------------------------- | --- | ----------- | ------------ | ------------ | ------------ | ------------ | ------------ | ------------ | ------------ | ------------ | -------- |
|      | Ruslan Nurudinov (UZB)       | A   | 109.00      | 182          | 187          | 187          | 5            | 223          | 230          | 242          |              | 424      |
|      | Dadaş Dadaşbəyli (AZE)       | A   | 108.34      | 178          | 182          | 183          | 4            | 216          | 221          | —            |              | 404      |
|      | Mehdi Karami (IRI)           | A   | 108.74      | 175          | 182          | 183          |              | 210          | 210          | 217          | 4            | 400      |
| 4    | Salwan Al-Aifuri (IRQ)       | B   | 108.64      | 171          | 176          | 176          | 6            | 211          | 220          | 220          |              | 396      |
| 5    | Sharofiddin Amriddinov (UZB) | A   | 108.96      | 177          | 181          | 184          |              | 207          | 212          | 216          | 7            | 396      |
| 6    | Siarhei Sharankou (AIN)      | A   | 108.88      | 170          | 175          | 175          | 8            | 210          | 215          | 221          | 5            | 390      |
| 7    | Zaza Lomtadze (GEO)          | B   | 108.72      | 165          | 169          | 171          | 14           | 205          | 210          | 214          | 6            | 383      |
| 8    | Kolbi Ferguson (USA)         | B   | 108.96      | 170          | 175          | 178          | 11           | 211          | 211          | 214          | 8            | 381      |
| 9    | Ariya Paydar (IRI)           | A   | 108.06      | 171          | 171          | 171          | 10           | 205          | 205          | 207          | 10           | 378      |
| 10   | Dong Bing-cheng (TPE)        | A   | 108.62      | 166          | 170          | 170          | 12           | 206          | 210          | 210          | 11           | 376      |
| 11   | Li Wenlong (CHN)             | B   | 108.34      | 165          | 170          | 175          | 7            | 200          | 205          | 205          | 15           | 375      |
| 12   | Hernán Viera (PER)           | B   | 109.00      | 155          | 160          | 160          | 21           | 210          | 210          | 216          | 9            | 370      |
| 13   | Karim Saadi (MEX)            | C   | 108.26      | 157          | 162          | 166          | 16           | 194          | 200          | 203          | 13           | 369      |
| 14   | Ali Al-Khazal (KSA)          | C   | 107.72      | 164          | 169          | 172          | 13           | 190          | 199          | 205          | 17           | 368      |
| 15   | Alejandro Medina (USA)       | C   | 109.00      | 166          | 172          | 178          | 9            | 194          | 195          | 200          | 18           | 367      |
| 16   | Taniela Rainibogi (FIJ)      | B   | 108.36      | 163          | 168          | 173          | 18           | 200          | 200          | 205          | 16           | 363      |
| 17   | Longinoz Bregvadze (GEO)     | C   | 108.08      | 164          | 168          | 173          | 15           | 193          | 193          | 194          | 20           | 362      |
| 18   | Petros Petrosyan (ARM)       | B   | 109.00      | 155          | 162          | 162          | 22           | 205          | 205          | 205          | 12           | 360      |
| 19   | Seo Hui-yeop (KOR)           | C   | 108.90      | 163          | 163          | 167          | 17           | 194          | 200          | 200          | 19           | 357      |
| 20   | Sultan Meiram (KAZ)          | C   | 108.94      | 152          | 157          | 161          | 19           | 193          | 201          | 201          | 21           | 354      |
| 21   | Junior Ngadja Nyabeyeu (CMR) | C   | 109.00      | 152          | 156          | 157          | 24           | 193          | 200          | 205          | 14           | 352      |
| 22   | Arnas Šidiškis (LTU)         | C   | 106.98      | 145          | 151          | 153          | 23           | 180          | 185          | 189          | 22           | 338      |
| 23   | Arnošt Vogel (CZE)           | C   | 106.54      | 142          | 143          | 146          | 25           | 178          | 183          | 186          | 23           | 329      |
| —    | Garik Karapetyan (ARM)       | A   | 107.20      | 183          | 188          | 188          |              | —            | —            | —            | —            | —        |
| —    | Mohammed Hamada (PLE)        | C   | 105.96      | 155          | 160          | 165          | 20           | 185          | 185          | 185          | —            | —        |
| —    | Dino Đale (CRO)              | C   | 108.56      | 140          | 140          | 142          | —            | 160          | 165          | 165          | 24           | —        |
| —    | Andas Samarkanov (KAZ)       | A   | 108.40      | 174          | —            | —            | —            | —            | —            | —            | —            | —        |
| —    | Artūrs Plēsnieks (LAT)       | B   | 109.00      | 165          | 165          | 165          | —            | —            | —            | —            | —            | —        |
| —    | Ezzeddin Al-Ghafeer (UAE)    | B   | ritirati    | ritirati     | ritirati     | ritirati     | ritirati     | ritirati     | ritirati     | ritirati     | ritirati     | ritirati |
| —    | Vasil Marinov (BUL)          | B   | ritirati    | ritirati     | ritirati     | ritirati     | ritirati     | ritirati     | ritirati     | ritirati     | ritirati     | ritirati |
| —    | Karolis Andrijauskas (LTU)   | C   | ritirati    | ritirati     | ritirati     | ritirati     | ritirati     | ritirati     | ritirati     | ritirati     | ritirati     | ritirati |